# Żyły żołądkowe krótkie

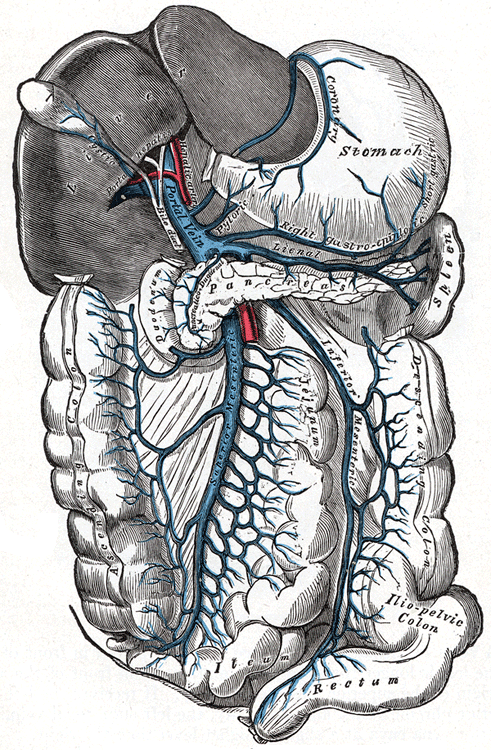
Żyły żołądkowe krótkie uchodzące do żyły śledzionowej

Żyły żołądkowe krótkie (łac. venae gastricae breves) – w anatomii człowieka żyły w zmiennej liczbie (1–17) zbierające krew z dna żołądka i lewej części krzywizny większej żołądka. Biegną między dwiema blaszkami więzadła żołądkowo-przeponowego w kierunku wnęki śledziony, gdzie uchodzą bezpośrednio do żyły śledzionowej, do jednego z jej dopływów lub (rzadko) bezpośrednio do miąższu śledziony.
Żyły żołądkowe krótkie, razem z żyłą żołądkową lewą, poprzez żyły podśluzówkowe przełyku łączą się z dorzeczem żyły nieparzystej. Jest to jedno z połączeń wrotno-układowych, które zostaje otwarte w sytuacji nadciśnienia wrotnego. Powstaje wówczas krążenie oboczne będący przyczyną powstawania żylaków przełyku.